# Општина Унцени (Ботошани)
Унцени (рум. Unţeni) општина је у Румунији у округу Ботошани.
Oпштина се налази на надморској висини од 142 m.